# مؤلفات جون رونالد تولكين
هذه قائمة بكتابات الكاتب الإنجليزي والفقيه اللغوي جون رونالد تولكين.

## الشعر
تشير السنوات إلى تاريخ التأليف، ما لم يذكر خلاف ذلك.
- معركة الميدان الشرقي 1911.
- من حافة الصفصاف لنهر التمز السحيق 1913.
- رحلة آريندل نجم المساء (كتاب الحكايات الضائعة الجزء 2 267-269) 1914.
- تقديم العروض الغنائية 1914 (كتاب الحكايات الضائعة الجزء 2 261 -269).
- تغريدة تينغفان 1914 (كتاب الحكايات الضائعة الجزء 1 107).
- قدم العفريت 1915.
- أنت وأنا /كوخ اللعب المفقود 1915 (كتاب الحكايات الضائعة 1 27).
- كور 1915، نُشرت كمدينة الآلهة في عام 1923 (كتاب الحكايات الضائعة 1 136).
- كورتيريون بين الأشجار 1915 (نُقحت في عام 1937 وفي ستينيات القرن العشرين، لتصبح أشجار كورتيريون).
- فوق التلال القديمة والبعيدة جدًا 1915.
- أغنية من أريادور 1915.
- شواطئ إلفلاند 1915.
- هابانن تحت النجوم 1915.
- المدينة الحزينة 1916.
- أغنية إريول 1917 (كتاب الحكايات المفقودة 2 298 وما يليها).
- قرون أولمو 1917.
- البحارة السعداء، نُشر عام 1920، وأُلِف عام 1915.
- أطفال هورن (بدأ عام 1920 وما قبل، واستمر حتى عام 1925) (لاي بيليرياند).
- كليركس كومبلينتا 1922.
- لامونا غولد غالدر بيوندن 1923.
- إيدغن سيلدن 1923.
- لماذا نزل الرجل في القمر مبكرًا جدًا 1923.
- ظلام ساكسونيك -واكتشف مؤخرًا اثنان من 1923.
- القطة والكمان: ترنيمة الأطفال الملغاة وسرها المفتوح والفاضح 1923.
- أمسية في تافروبل 1924.
- الجزيرة الوحيدة 1924.
- الأميرة ني 1924.
- ضوء مثل ورقة شجر الزيزفون 1925.
- رحلة نولدولي من فالينور 1925 (لاي بيليرياند).
- أرض الليثيان 1925-1931 (لاي بيليرياند).
- أرض آريندل في عشرينيات القرن العشرين (لاي بيليرياند).
- أرض بلا اسم 1926.[1]
- مغامرات في التاريخ غير الطبيعي وأوزان الشعر في العصور الوسطى، كونها نزوات فيسيلوغس  1927:
- فاستيتوكالون.
- لامبو.
- تغريدة تينغفان، التي نشرت في عام 1927، مؤلفة في عام 1914.
- ميثوبويا، نحو عام 1931 (نُشرت في تري وليف).
- السير في بلدة بيمبل 1931.
- المخطئون 1933.
- فيريل 1934.
- لوني 1934.
- أغاني لفقهاء اللغة، مع إي. في. غوردون وآخرون، نُشرت عام 1936:
- باجمي بلوما.
- إيدغ بيويو.
- زبد الرجل الفرنسي.
- من واحد إلى خمسة.
- جلستُ على المقعد.
- ايديس إلفساين.
- لا هورو.
- لايت ولانغ.
- ناتورا أبيس: مورالي ريكاردي إريميت.
- أوفر ويدني غارسيك.
- أصل الحذاء.
- رودوك هانا.
- سيكس ماينت.
- زيارة التنين 1937.
- طرق الباب: الخطوط التي تحدثها الأحاسيس عند انتظار إجابة عند باب أحد الأكاديميين الرفيعين 1937.
- أرض أوترو وإترون، نشرت في ريفيو ويلزي، ديسمبر 1945.
- إمرام (موت سانت بريندان) 1946 (نُشر في مجلة تايم وتايد، ديسمبر 1955، هزيمة سورون 261 و296 وما بعدها).
- ترجمات الجن للصلوات الكاثوليكية (ويني، سميث، هوستللر في مجلة فنير تنغوار 43,44، 2002)، ألفتها في الخمسينيات:
- إصدارات أتيرما (الصلاة الربية بالكوينية) إصدارات من 1 إلى 6.
- آيا ماريا (السلام عليك يا مريم بالكوينية) إصدارات من 1 إلى 6.
- ابتهالات من لوريتو بالكوينية.
- أورتيريليانا (تحت حمايتك بالكوينية).
- ألكار أي اتارين (المجدلة الصغرى بالكوينية).
- ألكار مي ترمينا نار يران (المجد لله في العلى بالكوينية).
- ايه ادار نين (الصلاة الربية بالسندارينية).
- العودة إلى الوطن لابن بيرذلم بيرتنوث 1953.
- مغامرات توم بومباديل نُشر عام 1963.
- مغامرات توم بومباديل.[2]
- بومباديل في المركب.
- المخطئون.
- الأميرة الصغيرة مي.
- رجل في القمر سهر حتى وقت متأخر.
- رجل في القمر نزل مبكرًا جدَا.
- القزم الحجري.
- بيري وينكيل.
- أوليفانت.
- فاستيتوكالون.
- القط.
- زوجة الظل.
- الكنز.
- الجرس البحري.
- السفينة الأخيرة.
- في يوم من الأيام 1965.
- أغنية بيلبو الأخيرة 1966 (نُشرت لأول مرة عام 1974، كملصق).
- من أجل دبليو. إتش. إيه في 1967 في شيناندواه.
- الملك شيف في الطريق المفقود في عام 1987 في الطريق المفقود وكتابات أخرى.
- ناركلين (الخريف) نُشرت في 1988 في مجلة ميثلور.